# Câinele din Baskerville
Câinele din Baskerville (în engleză The Hound of the Baskervilles) este unul dintre cele patru romane polițiste scrise de Sir Arthur Conan Doyle și avându-l în rolul principal pe detectivul Sherlock Holmes. El a fost publicat inițial sub formă de serial în revista Strand Magazine în perioada august 1901 - aprilie 1902, apoi într-un volum editat de George Newnes Ltd din Anglia, în anul 1902. Ilustrațiile au fost realizate de Sidney Paget, care ilustrase și povestirile din precedentele două volume ale lui Conan Doyle.
Acțiunea romanului se petrece în mare parte în regiunea Mlaștinilor Dartmoor din comitatul Devon (aflat în partea de vest a Angliei). Cartea are ca subiect o încercare de asasinat inspirată de legenda unui înspăimântător câine diabolic.

## Origini
Sir Arthur Conan Doyle a scris această povestire la scurtă vreme după ce s-a întors la reședința Undershaw venind din Africa de Sud, unde a lucrat ca medic voluntar la Spitalul Langman Field Hospital din Bloemfontein în perioada Al Doilea Război al Burilor (1899-1902).
Conan Doyle nu a scris despre Sherlock Holmes timp de opt ani, având în vedere că-și ucisese personajul în povestirea "Ultima problemă" (1893). Deși acțiunea din Câinele din Baskerville are loc înainte de evenimentele din povestirea sus-menționată, peste doi ani Conan Doyle îl va aduce înapoi pe Holmes pentru totdeauna, explicând în "Casa pustie" că Holmes își înscenase propria moarte.
El a fost ajutat la conceperea intrigii de un tânăr jurnalist în vârstă de 30 de ani de la Daily Express, pe nume Bertram Fletcher Robinson (1870–1907). Ideile sale provin de la legenda lui Richard Cabell, care a fost sursa de inspirație fundamentală pentru povestirea unui câine diabolic și a unui moșier blestemat de la țară. Mormântul lui Cabell poate fi văzut în orașul Buckfastleigh din Devon.
Moșierul Richard Cabell a trăit în secolul al XVII-lea și a fost stăpânul local de la Buckfastleigh. El avea o pasiune pentru vânătoare și a fost descris în acele timpuri ca un "monstruos om rău". El și-a câștigat această reputație ca urmare, printre altele, a imoralității sale și a faptului că-și vânduse sufletul Diavolului. A circulat pe atunci un zvon că el și-a ucis soția. La 5 iulie 1677, el a murit și a fost pus să se odihnească în "mormânt", dar aceasta a fost doar începutul poveștii. În noaptea înmormântării sale a fost văzută o haită fantomatică de copoi care venea lătrând din mlaștină pentru a urla lângă mormântul lui. Începând din acea noapte, el putea fi zărit conducând haita fantomatică prin mlaștină, de obicei, în jurul datei aniversare a morții sale. Dacă haita nu ieșea la vânătoare, aceasta putea fi găsită rătăcind în jurul mormântului, unde urla și scheuna. Într-o încercare de a-i lăsa sufletul să odihnească în pace, sătenii au construit o clădire mare în jurul mormântului, și pentru a fi de două ori mai siguri au pus o lespede mare deasupra mormântului pentru a împiedica fantoma moșierului să scape.
Mai mult decât atât, folclorul din Devon include povești cu un înspăimântător câine supranatural cunoscut sub numele de Yeth hound de care Conan Doyle s-ar putea să fi auzit.
Descrierea lui Conan Doyle a domeniului Baskerville Hall a fost inspirată de o vizită la Cromer Hall în Norfolk. Unele alte elemente ale poveștii sunt produsul unei șederi la Hotelul Royal Links din West Runton, unde Conan Doyle a auzit pentru prima dată povestea lui Black Shuck - un câine fantomă din regiunea Cromer, despre care se spunea că fugea între Overstrand (aflat în partea de est) și East Runton (în partea de vest).  Este de remarcat cu autoritate faptul că Baskerville Hall așa cum este văzută prima dată de Watson se aseamănă mult cu clădirea vechii școli a lui Conan Doyle, Stonyhurst College din Lancashire, când este privită de pe aleea de acces. 

## Rezumat

### Introducere
Conform analizei efectuate de Holmes a bastonului dr. Mortimer, acțiunea din acest roman se petrece în 1889 (la cinci ani după ce Mortimer primise bastonul, în 1884). Sir Charles Baskerville, baronet, este găsit zăcând mort printre arborii de tisă de pe terenul domeniului său nobiliar, Baskerville Hall. Cauza morții este considerată a fi un atac de cord. Temându-se pentru siguranța nepotului și a singurului moștenitor cunoscut al lui Sir Charles, Sir Henry Baskerville - care urma să sosească la Londra din Canada pentru a-și prelua moștenirea - dr. James Mortimer călătorește de la Devon la Londra și face apel la ajutorul lui Sherlock Holmes.
Mortimer îi explică lui Holmes și dr. Watson că se spune că familia Baskerville este afectată de un blestem. El citește o descriere a originii blestemului, așa cum o relatase un descendent al lui Hugo Baskerville, care trăise cu două secole mai înainte. În conformitate cu această relatare veche, Hugo Baskerville s-a îndrăgostit de fata unui fermier, a răpit-o și a închis-o într-un donjon. Ea a evadat în timp ce el vorbea cu prietenii lui. Beat și furios, Hugo a strigat că-și va da sufletul puterilor răului dacă va reuși să o prindă. Hugo, ajutat de prietenii săi și de ogarii săi de vânătoare, a încalecat pe cal și a început să o urmărească prin mlaștina pustie. Puțin mai târziu, Hugo și fata au fost găsiți morți. Ea murise de frică și de oboseală, în timp ce un uriaș câine fantomatic stătea peste corpul lui Hugo. Prietenii lui au ajuns la locul unde Hugo o ajunsese pe fată și l-au văzut pe câinele uriaș, cu pupilele în flăcări și cu botul roșu de sânge, smulgând bucăți din gâtul lui Hugo și dispărând apoi în noapte.
Aparent, înainte de moartea sa, Sir Charles a devenit înspăimântat de blestemul legendar și de câinele diabolic. În plus, Mortimer a dedus că baronetul aștepta pe cineva în acea seară, la gardul care împrejmuia domeniul său. Fața lui Sir Charles era contorsionată într-o expresie de groază, în timp ce urmele sale de pași sugerau că el fugea cu disperare de ceva. Se știa că inima bătrânului baronet era destul de slabă și că el planificase să meargă la Londra, a doua zi. Mortimer a spus că observase urmele de pași "ale unui câine gigantic" în apropierea corpului lui Sir Charles, fapt pe care el nu l-a dezvăluit la anchetă.

### La Londra
Intrigat de caz, Holmes se întâlnește cu Sir Henry, recent sosit din Canada. Sir Henry este nedumerit de un bilet anonim lăsat în camera lui de hotel din Londra, în care era avertizat să evite mlaștinile din Devon. Holmes spune că biletul a fost compus în mare parte din litere decupate din The Times, probabil într-un hotel, judecând după alte indicii. Faptul că literele erau tăiate cu o foarfecă de unghii sugera o autoare, ca și o urmă de parfum. Holmes păstrează acest ultim detaliu pentru el. Atunci când Holmes și Watson se alătură mai târziu lui Sir Henry la hotel, ei află că una din ghetele noi ale baronetului dispăruse. Nici o explicație nu poate fi găsită pentru această dispariție.

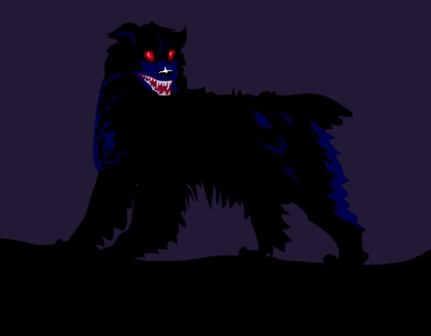
Fantomaticul câine negru din folclorul britanic.

Holmes întreabă dacă există și alte rude ale lui Sir Charles, în afară de Sir Henry. Mortimer îi spune că Charles a avut doi frați. Sir Henry este singurul copil al fratelui pe nume Henry, care se stabilise în Canada și-și crescuse fiul acolo. Un alt frate, Roger, era cunoscut ca fiind oaia neagră a familiei. Risipitor și parior înveterat, el a fugit în America de Sud, pentru a scăpa de creditori. Se crede că a murit singur acolo.
În ciuda avertismentului, Sir Henry insistă să meargă la Baskerville Hall. După ce Sir Henry pleacă din apartamentul detectivului din Baker Street, Holmes și doctorul Watson îl urmăresc. Ei își dau seama că acesta era urmărit și de un om cu o barbă falsă de culoare neagră aflat într-o trăsură. Holmes și Watson încep să-l urmărească pe urmăritor, dar acesta scapă; totuși, Holmes memorează numărul trăsurii. Detectivul se oprește la un birou de mesagerie și angajează un băiat, pe nume Cartwright, pentru a merge la câteva hoteluri din Londra pentru a se uita în coșurile cu hârtii din hol, în căutarea unui ziar The Times cu tăieturi.
În momentul în care a revenit la hotel, Sir Henry a observat că îi dispăruse și o altă gheată mai veche. Atunci când prima gheată dispărută (care nu era încă purtată) este descoperită înainte ca întâlnirea detectivului cu baronetul să ia sfârșit, Holmes începe să realizeze că ei trebuie să aibă de-a face cu un câine real (prin urmare, accentul este pus pe mirosul ghetei folosite). Atunci când conversația se mută la urmăritorul din trăsură, Mortimer spune că Barrymore, servitorul de la Baskerville Hall, are barbă și o telegramă este trimisă pentru a verifica dacă acesta este la postul său. Se discută apoi din nou despre moștenirea Baskerville, care se ridica la o sumă considerabilă, și se află că, în cazul morții lui Sir Henry, următorul în linie este James Desmond, un preot în vârstă, puțin interesat de avere.

### La Baskerville Hall
Deoarece Holmes era ocupat la Londra cu alte cazuri, s-a hotărât ca dr. Watson să-l însoțească pe Sir Henry la Baskerville Hall și să-i raporteze în detaliu detectivului prin telegrame toate constatările sale. Mai târziu în acea seară, sosesc telegrame de la Cartwright (care nu a putut să găsească ziarul decupat) și de la Baskerville Hall (unde se află aparent Barrymore) care pun capăt acestor piste de investigații. O vizită a lui John Clayton, vizitiul care a condus trăsura în care se afla omul cu barbă neagră, nu le este de prea mult ajutor. El spune că omul din trăsură s-a prezentat ca fiind Sherlock Holmes, spre surprinderea și amuzamentul adevăratului Holmes.

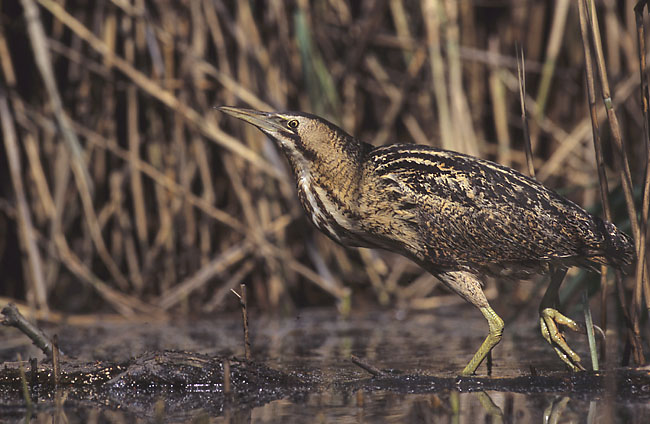
Buhaiul de baltă

Mortimer, Watson și Sir Henry au plecat la Baskerville Hall în sâmbăta următoare. Baronetul este încântat să-l vadă și legătura cu pământul este clar, dar constată acosta umezită. În întreaga zonă sunt prezenți soldați, care caută un criminal evadat pe nume Selden. Barrymore și soția sa doresc să plece de la Baskerville Hall, cât de curând este posibil, iar castelul pare, în general, un loc sumbru. Watson nu prea reușește să doarmă în acea noapte și aude o femeie plângând în hohote. A doua zi dimineață, Barrymore neagă faptul că soția lui era cea care plângea, în casă aflându-se doar două femei. Watson o vede totuși pe doamna Barrymore mai târziu și observă că ea a fost, într-adevăr, cea care a plâns în noaptea trecută.
Watson discută cu șeful oficiului poștal din satul Grimpen și află că telegrama nu a fost livrată efectiv în mâinile lui Barrymore, așa că nu mai este sigur că acesta a fost la castel și nu la Londra. Pe drumul de întoarcere, Watson îl întâlnește pe Jack Stapleton, un naturalist familiarizat cu mlaștina, chiar dacă se mutase în zonă doar de doi ani. Ei aud un geamăt lugubru pe care țăranii îl atribuiau cânelui fantomatic, dar Stapleton afirmă că era probabil strigătul unui buhai de baltă sau, eventual, al unui sunet scos de mlaștină. Apoi, el fuge după un fluture din specia Cyclopides, care se mai găsea în Dartmoor până pe la 1860. Watson nu este mult timp singur pentru că Beryl Stapleton, sora lui Jack, se apropie de el. Confundându-l cu Sir Henry, ea îl avertizează să părăsească urgent acele locuri, dar schimbă imediat subiectul atunci când se întoarce fratele ei. Cei trei merg pe jos la Merripit House (casa familiei Stapleton) și, din discuție, Watson află că Stapleton a condus anterior o școală în nordul Angliei. Deși i s-a propus să ia prânzul și să vadă colecțiile lui Stapleton, Watson pleacă spre castel. Înainte de a ajunge la drumul mare, domnișoara Stapleton îl ajunge din urmă și îi spune să uite cuvintele ei de avertizare. Watson observă că fratele și sora nu prea seamănă unul cu celălalt.
Sir Henry se întâlnește în curând cu domnișoara Stapleton și între cei doi începe o legătură romantică, în ciuda nemulțumirii vizibile a fratelui ei. Watson se întâlnește un alt vecin, domnul Frankland, un excentric inofensiv al cărui principală distracție este să înceapă procese. Comportamentul lui Barrymore trezește suspiciuni din ce în ce mai mari, după ce într-o noapte, la o oră târzie, Watson îl vede umblând pe coridor cu o lumânare în mâna și intrând apoi într-o cameră goală, unde ține lumânarea la fereastră, și apoi ieșind. Dându-și seama de faptul că cea cameră este cu vedere spre mlaștină, Watson și Sir Henry sunt hotărâți să afle ce se întâmplă.
Între timp, în cursul zilei, Sir Henry se întâlnește cu Beryl Stapleton, dar sunt suprinși de fratele ei care urlă furios. El i-a explicat mai târziu baronetului dezamăgit că nu are ceva personal cu el, ci că i-a fost doar frică să nu-și piardă atât de repede singura sa tovarășă. Pentru a arăta că nu are resentimente, el îl invită pe Sir Henry să ia masa cu el și cu sora sa în seara de vineri. 

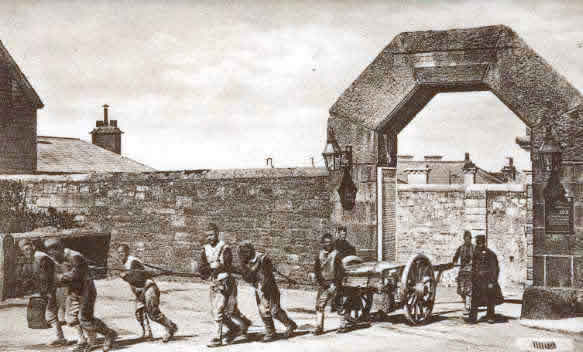
Fotografie a deținuților de la închisoarea Dartmoor trăgând un car pe poartă, circa 1900.

### Condamnatul
Sir Henry face o descoperire suprinzătoare atunci când împreună cu Watson îl suprind noaptea pe Barrymore cu o lumânare în mână într-o cameră a castelului. Barrymore refuză să le răspundă la întrebări, afirmând că acesta nu este secretul lui, ci al doamnei Barrymore. Ea le spune că prizonierul fugar Selden este fratele ei, iar lumânarea era un semnal dat acestuia că i s-a pregătit mâncarea, el semnalându-le cu lumânarea locul unde trebuiau să o lase. După ce soții Barrymore se întorc în camera lor, Sir Henry și cu Watson merg să-l prindă pe condamnat, în ciuda vremii umede și a sunetului înfricoșător al unui câine. Ei îl văd pe Selden cu o altă lumânare în mână, dar nu reușesc să-l prindă. Când luna iese dintre nori, Watson remarcă pe un pisc silueta înaltă și slabă a unui alt bărbat aflat în picioare, dar care pare să fie departe.
Barrymore este supărat atunci când constată că ei au încercat să-l captureze pe Selden, dar, atunci când se ajunge la un acord pentru a i se permite lui Selden să fugă din țară, el este dispus să le restituie favoarea ca semn de recunoștință. El le spune că a găsit în șemineu, a doua zi după moartea lui Sir Charles, o scrisoare în cea mai mare parte arsă în care Sir Charles era rugat să fie la poarta domeniului în seara în care acesta a murit. Aceasta era semnată cu inițialele L.L. Mortimer i-a spus lui Watson a doua zi că acele inițiale ar putea fi cele ale Laurei Lyons, fiica lui Frankland. Ea locuiește în Coombe Tracey. Când Watson se duce să vorbească cu ea, Laura Lyons a recunoscut că a scris scrisoarea în speranța că Sir Charles ar fi dispus să contribuie la finanțarea divorțului ei, dar spune că nu s-a mai dus la Baskerville pentru că primise între timp un ajutor din altă parte.

### Apariția lui Holmes

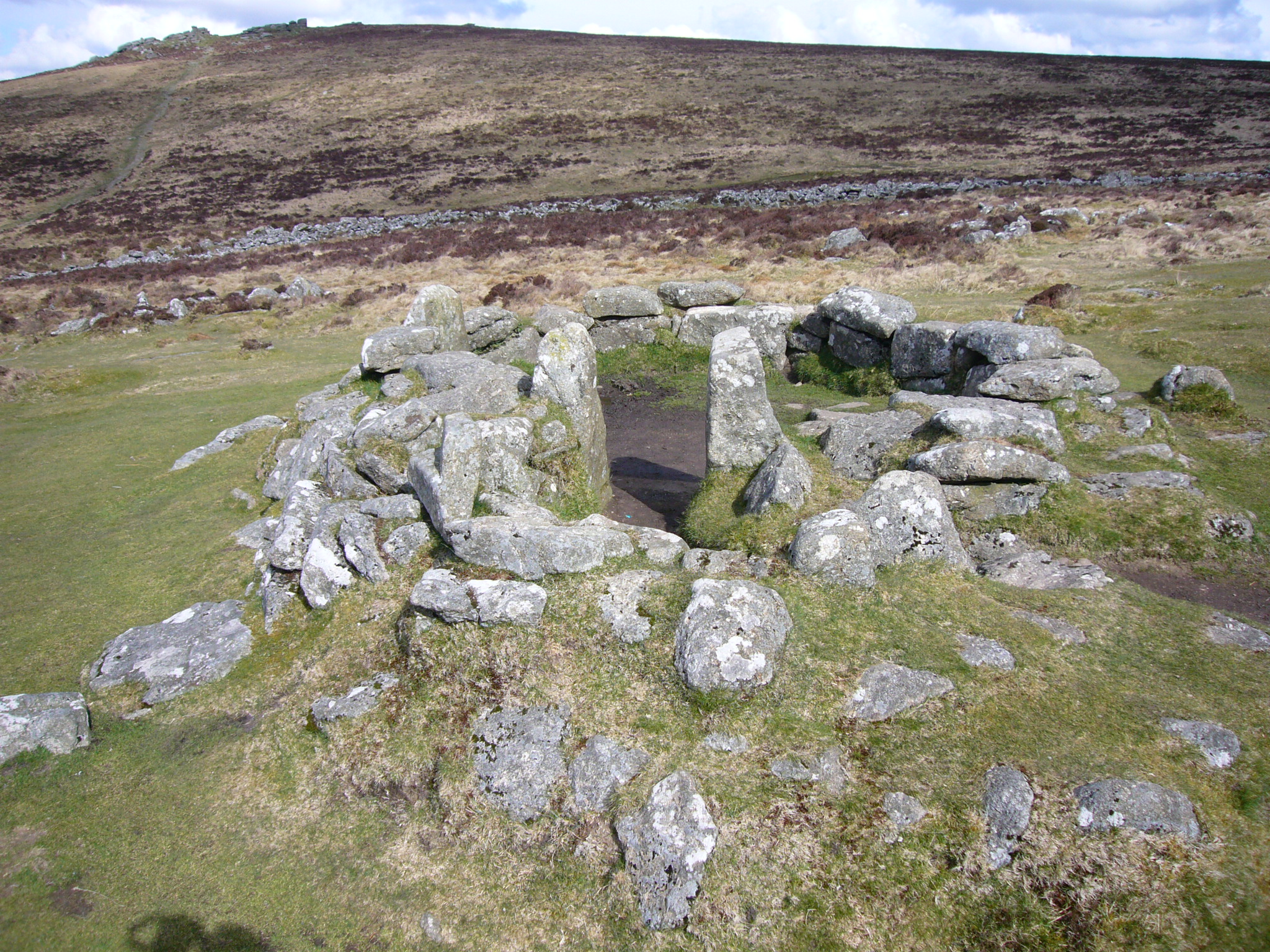
Una dintre colibele circulare din Grimspound în care și-a căutat Holmes un adăpost

Frankland tocmai a câștigat două procese și-l invită pe Watson să sărbătorească acest eveniment. Anterior Barrymore îi spusese doctorului că în mlaștină locuiește și un alt bărbat în afară de Selden, iar Frankland confirmă fără să vrea acest lucru, atunci când îi arată lui Watson prin telescopul său figura unui băiat care transportă alimente prin mlaștină. Doctorul pleacă de la casa lui Frankland și merge în aceeași direcție în care mergea și băiatul. El găsește o locuința preistorică de piatră în care locuia bărbatul necunoscut, vede mâncarea lăsată de băiat, precum și un bilet în care i se raportau activitățile doctorului din acea zi. El așteaptă, cu revolverul pregătit, ca necunoscutul să se întoarcă.
Bărbat necunoscut se dovedește a fi Holmes. El și-a păstrat adăpostul secret astfel ca Watson să nu fie tentat să părăsească Baskerville Hall, iar el să poată apărea la locul acțiunii în momentul critic. Rapoartele lui Watson i-au fost detectivului de mare folos; Holmes îi spune prietenului său o parte din informațiile pe care le descoperise: Stapleton este, de fapt căsătorit cu femeia care trece în zonă ca domnișoara Stapleton și întreține o relație cu Laura Lyons pentru a obține cooperarea ei. La sfârșitul conversației lor, ei aud un țipăt oribil.
Ei merg spre locul unde au auzit zgomotele și găsesc corpul unui om mort, care purta hainele lui Sir Henry. Cei doi își dau seama că mortul era condamnatul evadat Selden, fratele doamnei Barrymore, care era îmbrăcat cu hainele vechi ale baronetului (pe care acesta le dăduse lui Barrymore în semn de împăcare). Stapleton apare la scurtă vreme și, în timp ce acesta rostește un motiv pentru a-și justifica prezența acolo, Holmes îl anunță că va reveni la Londra în ziua următoare, ca urmare a faptului că învestigațiile sale nu au avut succes.

### Punctul culminant

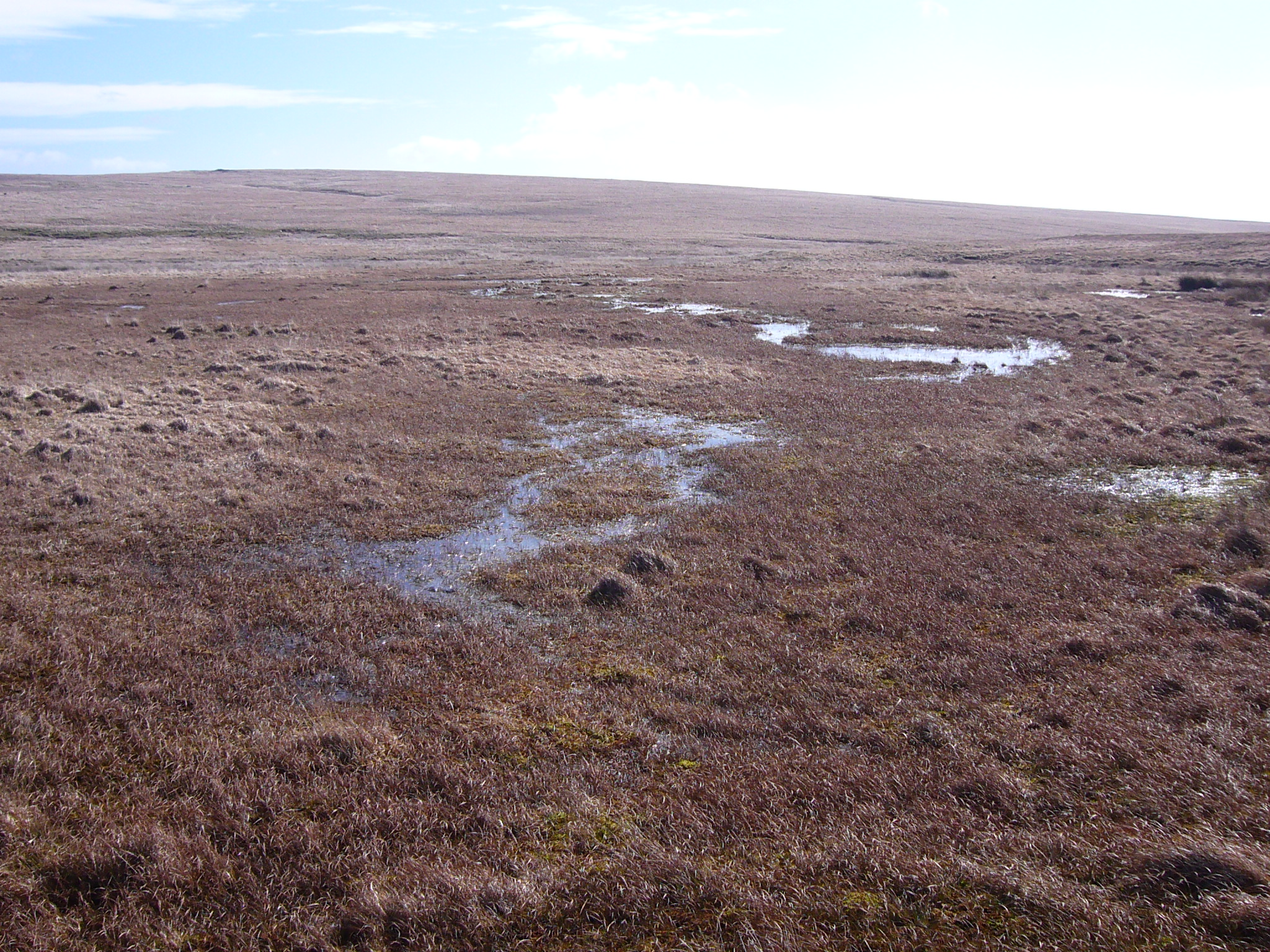
Aune Mire, o mlaștină tipică din Dartmoor

Holmes și Watson au revenit la Baskerville Hall unde, în timpul cinei, detectivul s-a uitat la portretul lui Hugo Baskerville. Chemându-l pe Watson după cină, el i-a acoperit părul lui Hugo din tabloul aflat în sufragerie, dezvăluindu-se astfel asemănarea sa izbitoare cu Stapleton. Dat fiind această asemănare, este indubitabil că Stapleton este un Baskerville; el putea pretinde averea lui Baskerville. A doua zi, Holmes îl anunță pe Sir Henry că el și cu Watson vor pleca pentru scurt timp la Londra. Ei ajung la Coombe Tracey și o vizitează pe doamna Lyons, unde Holmes reușește să-i smulgă mărturisirea că Stapleton o determinase să scrie acea scrisoare în care l-a ademenit pe Sir Charles și tot el a convins-o să nu se mai ducă la întâlnire. Ei merg la gară pentru a-l întâmpina pe inspectorul Lestrade, care fusese chemat de Holmes printr-o telegramă.
În acea seară, Sir Henry era invitat la cină de Stapleton, la Merripit House. El se duce acolo, fără să știe că locuința era supravegheată de la distanță de Watson, Holmes și Lestrade. O ceață deasă avansează în acea noapte, micșorându-le mult vizibilitatea urmăritorilor. Când baronetul iese din casă și pornește spre castel prin mlaștină, Stapleton se duce și dezleagă unn ogar de dimensiuni mari, care părea să scoată flăcări pe gură și să aibă ochii în flăcări. Holmes și Watson reușesc să tragă cu pistolul asupra câinelui, rănindu-l, dar animalul îl ajunge din urmă pe Sir Henry și sare asupra sa. Holmes își descarcă revolverul în câine, ucigându-l. Cei trei urmăritori descoperă că aspectul său fioros se datora faptului că animalul fusese uns pe la ochi și pe la bot cu fosfor. Ei o găsesc pe doamna Stapleton legată de un stâlp într-o cameră de la etajul casei Merripit. După ce este eliberată, ea le spune unde este ascunzătoarea lui Stapleton, pe o insulă aflată în mijlocul marii mlaștini Grimpen, unde era o mină de staniu părăsită. Din cauza întunericului și a pericolului să-și piardă viața în mlaștină, ei amână urmărirea pe a doua zi. Merg pe urmele lui Stapleton prin mlaștină, dar acestea se termină la un moment dat, înainte de a ajunge la ascunzătoare. Detectivul deduce că Stapleton greșise drumul pe întuneric și călcase în nisipurile mișcătoare, fiind aspirat în adâncurile fără fund ale mlaștinii. Holmes și Watson reușesc să găsească și să recupereze doar gheata lui Sir Henry, care fusese folosită de Stapleton pentru a-i permite câinelui să-i ia urma baronetului, precum și rămășițele câinelui dr. Mortimer la mina părăsită.

### Epilog
Câteva săptămâni mai târziu, Watson l-a întrebat pe Holmes despre cazul Baskerville, cerându-i unele lămuriri. Holmes a dezvăluit faptul că, deși se credea că a murit necăsătorit, Rodger Baskerville, fratele mai mic al lui Sir Charles, se căsătorise și a avut un fiu cu același nume ca și tatăl său. Fiul John Rodger Baskerville, după deturnarea unor bani publici în Costa Rica, și-a luat numele de Vandeleur și a fugit în Anglia, unde a folosit banii pentru a finanța o școală în Yorkshire. Din nefericire pentru el, preceptorul pe care-l angajase a murit de tuberculoză, iar, după ce trei elevi au murit în urma unei epidemii, școala a fost închisă. Acum, folosind numele de Stapleton, Baskerville/Vandeleur a fugit cu soția sa în Dartmoor. După aparențe, el s-a întreținut din tâlhării, fiind implicat în patru mari jafuri comise în ultimii trei ani în vestul Angliei și ucigând un servitor care-l surprinsese.
Aflând de povestea câinelui, el a hotărât să-i ucidă pe ultimii Baskerville pentru a intra în posesia moștenirii ca ultimul din linie. Nu l-au interesat proprietățile imobiliare și a vrut, pur și simplu, banii lăsați moștenire. El a cumpărat un câine mare și l-a ascuns în mlaștină la locul unei mine de staniu abandonate.
În noaptea morții sale, Sir Charles o aștepta pe Laura Lyons. Scrumul de trabuc de la poartă („scrumul i-a căzut de două ori din trabuc”) a arătat că el a așteptat ceva timp. În schimb, el a întâlnit câinele care fusese dresat de Stapleton și apoi acoperit cu fosfor pentru a-i conferi un aspect straniu. Sir Charles a fugit pentru a-și salva viața, dar apoi a suferit un atac de cord fatal care l-a ucis. Deoarece câinii nu mănâncă sau mușcă cadavre, el a rămas acolo neatins.
Stapleton l-a urmat pe Sir Henry la Londra și i-a furat o gheată nouă, pe care a returnat-o mai târziu, deoarece aceasta nu era purtată și, prin urmare, nu aveau mirosul lui Sir Henry. Holmes a speculat că un angajat al hotelului a fost mituit să fure în schimb o gheată mai veche a lui Henry. Câinele l-a urmărit pe Selden făcându-l pe acesta să cadă de pe stâncă, deoarece evadatul era îmbrăcat în hainele vechi ale lui Sir Henry.
În noaptea în care câinele l-a atacat pe Sir Henry, soția lui Stapleton a refuzat să mai ia parte la complotul lui Stapleton, dar abuzivul ei soț a bătut-o și a legat-o la de un stâlp pentru a o împiedica să-l avertizeze.
După cuvintele lui Holmes: „... el (Stapleton) a fost de ani de zile un om disperat și periculos ...” Interesul său major pentru entomologie i-a permis lui Holmes să-l identifice cu Vandeleur, fostul învățător. El era cunoscut ca o autoritate în domeniu la British Museum, numele său fiind legat de un fluture pe care el l-a descris primul în timpul șederii în Yorkshire.

## Capitole
Romanul "Câinele din Baskerville" este alcătuit din 15 capitole și anume:
- 1. Domnul Sherlock Holmes
- 2. Blestemul familiei Baskerville
- 3. Problema
- 4. Sir Henry Baskerville
- 5. Fire rupte
- 6. Castelul din Baskerville
- 7. Familia Stapleton de la Merripit House
- 8. Primul raport al doctorului Watson
- 9. Al doilea raport al doctorului Watson
- 10. Extrase din jurnalul lui Watson
- 11. Omul de pe Piscul Negru
- 12. Un mort în pustiul mlaștinii
- 13. Năvoade întinse
- 14. Câinele din Baskerville
- 15. Detalii retrospective

## Personaje
- Sherlock Holmes – Holmes este renumitul detectiv de la 221B Baker Street cu un ochi atent, inteligență ascuțită și o minte logică. Observația și intuiția lui personificată, deși el se află în spatele lui Watson la o mare parte a acestei aventură, îi face pe cititori să simtă mereu prezența lui. În cele din urmă, este nevoie de legendara sa abilitate de rezolvare a misterelor pentru a-l identifica pe ingeniosul criminal, a-i salva viața următoarei sale victime și a rezolva misterul din Baskerville.
- doctorul Watson – Naratorul romanului, Dr. Watson este asistentul de nădejde al lui Holmes pe strada Baker și cronicarul multelor sale triumfuri ca detectiv particular. El îl înlocuiește o perioada de timp pe Holmes, exprimându-și dorința de a-și impresiona colegul prin rezolvarea celor mai mari mistere ale cazului înainte ca Holmes să revină pe câmpul de luptă.
- Sir Hugo Baskerville – Acest strămoș din secolul al XVII-lea al celor din familia Baskerville a dat naștere legendei blestemului familiei. Sir Hugo a fost un aristocrat plin de excese, celebru prin beția și desfrâul său, până când, într-o noapte, a fost ucis lângă Baskerville Hall, în pustiurile din Dartmoor, de către un câine demonic trimis să-i pedepsească pentru răutatea lui.
- Sir Charles Baskerville – Fostul stăpân al castelului și al domeniului Baskerville din Devon, Sir Charles a fost un celibatar superstițios cu o sănătate în declin. Îngrozit o lungă perioadă de legenda familiei Baskerville, urmele sale arată că fugea de ceva care-l îngrozise înainte a muri pe terenul de la Baskerville Hall. În plus, pe sol, în apropierea cadavrului, se aflau urme ale unui câine mare. Sir Charles a fost un filantrop. Planurile sale iluminate de a investi fonduri în districtul izolat unde se afla Baskerville Hall l-au făcu pe moștenitorul său, Sir Henry, să vrea să se mute acolo și să continue proiectele unchiului său.
- Sir Henry Baskerville – Nepot al decedatului Sir Charles și cea mai apropiată rudă cunoscută a acestuia, Sir Henry moștenește titlul de baronet de Baskerville. El este descris ca "un bărbat mic de statură, alert, cu ochi negri, de aproximativ treizeci de ani, cu un corp foarte robust." Sir Henry este prezentat lui Holmes și Watson de către doctorul Mortimer, care călătorește la Londra, cu scopul de a-l proteja de ceea ce pare a fi în mod clar un complot pentru uciderea lui și eliminarea astfel a ultimului Baskerville. În punctul culminant al poveștii, Sir Henry este aproape ucis, la fel ca și unchiul său, de către un câine feroce, ținut ascuns în mlaștinile din Dartmoor și dresat pentru a ataca victimele alese de personajul negativ al poveștii.
- Dr. Mortimer – medic de țară și prieten al moșierilor din familia Baskerville. Mortimer este înalt, slab și cu obiceiuri destul de excentrice. El este, totuși, un medic competent care a fost numit executor testamentar al lui Sir Charles. El prezintă complotul, călătorind cu trenul la Londra pentru a-i informa pe Holmes și Watson despre evenimentele ciudate legate de moartea lui Sir Charles și anunțându-i de situația periculoasă, cu care se confruntă acum Sir Henry în calitate de moștenitor al lui Sir Charles. Mortimer continuă să-i asiste pe Holmes și Watson în rolurile lor de investigatori / bodyguarzi până la încheierea cazului.
- Jack Stapleton – Un fost învățător cu preocupări intelectuale, Stapleton urmărește fluturi prin mlaștină și este pasionat de istoria locurilor. Aparent un gentleman politicos, el are un violent temperament interior, care iese la suprafață în momentele cheie. Se constată că, în realitate, Stapleton - o rudă de mult pierdută a lui Sir Henry care dorește să moștenească averea familiei Baskerville - este un criminal complotist, manipulator și avid de bani de care Holmes și Watson ajung să se teamă.
- Beryl Stapleton – presupusa soră a lui Stapleton, această sumbră frumusețe latină se dovedește a fi soția lui. Dornică de a preveni o altă moarte, dar ingrozită de violentul ei soț, ea le trimite avertismente enigmatice lui Sir Henry și Watson.
- John Barrymore și Eliza Barrymore – vechi slujitori domestici ai familiei Baskerville. Serioși și dornici să-și mulțumească stăpânii, doamna Barrymore și cu soțul ei au un secret de familie întunecat, care-l induce temporar în eroare pe Watson cu privire la ceea ce se întâmplă în mlaștină.
- Laura Lyons – Fiica atractivă a unui localnic excentric care a renegat-o atunci când ea s-a căsătorit împotriva voinței sale. Abandonată apoi de soțul ei, ea a solicitat ajutor lui Jack Stapleton și lui Sir Charles Baskerville, cu consecințe fatale pentru acesta din urmă.
- Selden – un criminal periculos care se ascunde de poliție în mlaștină. El are o legătură cu familia Barrymore, care-l aprovizionează clandestin cu alimente și îmbrăcăminte în timpul nopții. Selden este ucis din întâmplare de câine în timp ce era îmbrăcat cu hainele lui Sir Henry.

## Adaptări
Romanul "Câinele din Baskerville" a fost adaptat în mai multe medii artistice cu diferite grade de fidelitate față de textul original.
În versiunea clasică a filmului din 1939, cu Basil Rathbone în rolul lui Holmes și Nigel Bruce în rolul dr. Watson, Beryl Stapleton este în realitate sora lui Stapleton și el nu formulează eventuale obiecții față de povestea de dragoste dintre ea și Sir Henry. Cuplul se căsătorește probabil la sfârșit, deși acest lucru nu este prezentat.
În serialul radiofonic regizat de Bert Coules, Lestrade nu este niciodată menționat în povestire. Holmes și Watson organizează o ambuscadă pentru a-l prinde pe câine. De asemenea, Holmes încearcă să-l vâneze pe Stapleton după ce câinele este ucis, găsindu-l în mlaștina Grimpin. În ciuda îndemnurilor lui Watson de a face contrariul, Holmes îl privește pe Stapleton cum îi intră piciorul în nisipurile mișcăptoare și se scufundă. În epilog, Holmes relatează descoperirile sale cu privire la fosta școală a lui Stapleton, despre care Stapleton pretindea că a fost închisă după o epidemie mortală. El sugerează că consecințele au fost mult mai sinistre decât o simplă epidemie. Judecând după oroarea lui Watson față de comentariul lui Holmes, este probabil să se refere la pedofilie sau la un delict care nu era divulgat în mod deschis în epoca victoriană. Holmes menționează, de asemenea, că indiciul care l-a condus la adevărata identitate a lui Stapleton a fost descoperirea entomologică de către acesta a unei specii de fluturi și nu găsirea școlii pe care o condusese Stapleton.
Într-o adaptare pentru televiziune din 2002 cu Richard Roxburgh în rolul lui Holmes și Ian Hart în cel al dr. Watson, Holmes este prins în nisipurile mișcătoare în timp ce-l urmărea pe Stapleton, iar răufăcătorul încearcă să-l împuște, fiind însă împușcat mortal de Watson, care era rănit. În această versiune, motivația lui Stapleton nu este averea lui Baskerville, ci o vendetă personală îndreptată către familia care l-a lăsat pe tătăl său Rodger să moară ca "un bețiv sifilitic și fără niciun ban." Portretizat de către Richard E. Grant (care l-a interpretat pe Mycroft Holmes în filmul de televiziune Case of Evil), această încarnare a lui Jack Stapleton este mult mai vicioasă decât alte portretizări ale sale, ucigându-și soția într-un acces de furie și disprețuind "mintea fără trup" a lui Holmes care nu se potrivea cu setea sa de răzbunare.
Câinele din Baskerville a fost adaptat pentru episodul "The Slobbery Hound" din sezonul 1 al serialului Wishbone, produs de PBS. Intriga episodului implică personajul din titlu ca fiindacuzat pentru o serie de vandalisme săvârșite de câini în cartierul lui, iar personajele secundare încearcă să găsească vinovatul real pentru a-i dovedi nevinovăția. Interferând în intrigă, Wishbone îl portretizează pe Sherlock Holmes într-o versiune ușor modificată a evenimentelor care au loc în romanul original.
"Câinele din Baskerville" este programat a fi a doilea episod din seria a doua a aclamatei miniserii Sherlock, realizată de BBC. Această adaptare se petrece în zilele epocii actuale, iar scenariul a fost scris de Mark Gatiss. El a fost planificat inițial să fie difuzat la sfârșitul toamnei anului 2011, dar a fost amânat pentru începutul anului 2012 din cauza întârzierilor survenite la filmare.

### Adaptări pentru film
Până în 2006, au fost făcute cel puțin 24 de versiuni de filme după Câinele din Baskerville. Unele dintre acestea sunt fidele textului original al romanului, în timp ce altele sunt notabile pentru diferențe în ceea ce privește scenariul sau realizarea. Printre acestea sunt câteva pastișe și o parodie.
| An   | Titlu                                                                                       | Țară                   | Regizor                      | Holmes               | Watson             |
| 1914 | Der Hund von Baskerville, 1. Teil                                                           | Germania               | Rudolf Meinert               | Alwin Neuß           | nu                 |
| 1914 | Der Hund von Baskerville, 2. Teil — Das einsame Haus                                        | Germania               | Rudolf Meinert               | Alwin Neuß           | nu                 |
| 1914 | Der Hund von Baskerville, 3. Teil — Das unheimliche Zimmer                                  | Germania               | Richard Oswald               | Alwin Neuß           | nu                 |
| 1915 | Der Hund von Baskerville, 4. Teil                                                           | Germania               | Richard Oswald               | Alwin Neuß           | nu                 |
| 1920 | Das dunkle Schloß                                                                           | Republica de la Weimar | Willy Zeyn                   | Eugen Burg           | Nil                |
| 1920 | Das Haus ohne Fenster                                                                       | Republica de la Weimar | Willy Zeyn                   | Erich Kaiser-Titz    | Nil                |
| 1920 | Dr. MacDonalds Sanatorium                                                                   | Republica de la Weimar | Willy Zeyn                   | Erich Kaiser-Titz    | Nil                |
| 1921 | The Hound of the Baskervilles                                                               | Regatul Unit           | Maurice Elvey                | Eille Norwood        | Hubert Willis      |
| 1929 | Der Hund von Baskerville                                                                    | Republica de la Weimar | Richard Oswald               | Carlyle Blackwell    | George Seroff      |
| 1932 | The Hound of the Baskervilles                                                               | Regatul Unit           | Gareth Gundrey               | Robert Rendel        | Frederick Lloyd    |
| 1937 | Der Hund von Baskerville                                                                    | Germania               | Carl Lamac                   | Bruno Güttner        | Fritz Odemar       |
| 1939 | The Hound of the Baskervilles                                                               | Statele Unite          | Sidney Lanfield              | Basil Rathbone       | Nigel Bruce        |
| 1955 | Der Hund von Baskerville                                                                    | Germania de Vest       | Fritz Umgelter               | Wolf Ackva           | Arnulf Schröder    |
| 1959 | Câinele din Baskerville (The Hound of the Baskervilles)                                     | Regatul Unit           | Terence Fisher               | Peter Cushing        | André Morell       |
| 1962 | Bees Saal Baad (După 20 de ani)                                                             | India                  | Biren Nag                    | –                    | –                  |
| 1968 | The Hound of the Baskervilles Partea 1 + 2, două episoade ale serialului TV Sherlock Holmes | Regatul Unit           | Graham Evans                 | Peter Cushing        | Nigel Stock        |
| 1971 | The Hound of the Baskervilles (Собака Баскервилей)                                          | Uniunea Sovietică      | A. F. Zinovieva              | Nikolai Volkov       | Lev Krugli         |
| 1972 | The Hounding of the Baskervilles                                                            | Statele Unite          | Barry Crane                  | Stewart Granger      | Bernard Fox        |
| 1978 | Câinele din Baskerville (The Hound of the Baskervilles)                                     | Regatul Unit           | Paul Morrissey               | Peter Cook           | Dudley Moore       |
| 1981 | Câinele din Baskerville (Собака Баскервилей)                                                | Uniunea Sovietică      | Igor Maslennikov             | Vasili Livanov       | Vitali Solomin     |
| 1982 | ''The Hound of the Baskervilles                                                             | Regatul Unit           | Peter Duguid                 | Tom Baker            | Terence Rigby      |
| 1983 | The Hound of the Baskervilles                                                               | Regatul Unit           | Douglas Hickox               | Ian Richardson       | Donald Churchill   |
| 1983 | Sherlock Holmes and the Baskerville Curse                                                   | Australia              | Ian McKenzie & Alex Nicholas | Peter O'Toole (voce) | Earle Cross (voce) |
| 1988 | Câinele din Baskerville (The Hound of the Baskervilles)                                     | Regatul Unit           | Brian Mills                  | Jeremy Brett         | Edward Hardwicke   |
| 1998 | The Hound of the Baskervilles (BBC Radio Broadcasting)                                      | Regatul Unit           | Enyd Williams                | Clive Merrison       | Michael Williams   |
| 2000 | Câinele din Baskerville (The Hound of the Baskervilles)                                     | Canada                 | Rodney Gibbons               | Matt Frewer          | Kenneth Welsh      |
| 2002 | The Hound of the Baskervilles                                                               | Regatul Unit           | David Attwood                | Richard Roxburgh     | Ian Hart           |
| 2012 | Câinele din Baskerville (The Hound of Baskerville)                                          | Regatul Unit           | Paul McGuigan                | Benedict Cumberbatch | Martin Freeman     |

## Opere derivate
- Cartea Sherlock Holmes Was Wrong (2008) a lui Pierre Bayard redeschide cazul și, prin reexaminarea atentă a tuturor indiciilor, îl scapă pe câine de toate acuzațiile și susține că ucigașul real a scăpat complet nebănuit de crimă de către Holmes, de nenumărații cititori ai cărții din secolul trecut și chiar, într-un sens, de autorul însuși.
- În 1997, Spike Milligan a satirizat romanul în cartea sa, The Hound of the Baskervilles According to Spike Milligan, combinând elemente ale romanului original cu cele din seria de filme cu Basil Rathbone.
- Compozitorul Jon Deak a adaptat romanul pentru un solo de contrabas în 1984, completat cu efecte de sunet pentru a imita piesele de radio din anii 1920.[5]
- În anii 1990, Don Rosa a parodiat acest roman în The Life and Times of Scrooge McDuck, în care familia Whiskerville folosește un câine numit "the hound of the Whiskervilles" pentru a-i speria pe membrii clanului McDuck de la Castelul McDuck.
- Un număr din 1965 al cărții de benzi desenate Walt Disney's Comics and Stories prezintă povestea "The Hound of Basketville", cu Mickey Mouse, Goofy, Gladstone Gander și Pluto în rolurile lui Sherlock Mouse, Doctor Goofy, Sir Gladstone Basketville și câinele.
- Clive Nolan și Oliver Wakeman au compus și înregistrat în 2002 un album de rock progresiv intitulat The Hound of the Baskervilles.
- Revista MAD a publicat parodia "Shermlock Shomes in The Hound of the Basketballs!" în 1954.
- Revista umoristică Cracked a realizat o parodie a poveștii.
- Serialul PBS series Wishbone realizat de PBS a realizat o scurtă versiune pentru copii a poveștii - "The Slobbery Hound".
- Gary Larson a parodiat Cainele din Baskervilles într-o bandă desenată Far Side în care un papagal crede că este papagalul din Baskerville.
- Personajul principal din Hellsing are un câine diabolic pe nume Baskerville.
- Subiectul episoadelor 7 și 8 ale serialului anime Kuroshitsuji seamănă îndeaproape cu intriga acestui roman.
- Personajul principal al romanului Numele trandafirului de Umberto Eco – un personaj asemănător în multe privințe cu Sherlock Holmes – se numește William of Baskerville.
- Jocul pentru PC Nancy Drew, The Curse of Blackmoor Manor a fost inspirat din Câinele din Baskerville.
- Campfire Press și Random House, Inc. a lansat un roman grafic adaptat după Câinele din Baskerville scris de J. R. Parks cu ilustrații de Vinod Kumar.
- În serialul de manga și anime Detective Conan (Case Closed în mass-media engleză), un caz implică un răufăcător careși ucide membrii familiei în scopul de a-și mări partea sa de moștenire și-și deghizează propriul câine pentru a semăna cu fantomaticul câine negru din roman. Unele traduceri ale fanilor chiar se referă la acesta și numesc cazul "The Hound of Beikaville".

## În alte medii
- În filmul de comedie Short Circuit 2 (1988), Johnny 5 citește cartea dezvăluind faptul că "șoferul a făcut-o".
- În Inkheart, un câine de Bakersville și-a făcut o apariție în temniță cu unul dintre animale, care a ieșit din cărți după ce Darius a citit și a spus aceste cuvinte: "Câinele are ochii roșii și blană neagră, ca în descrierea din carte."
- În romanul polițist Half-Moon Investigations al lui Eoin Colfer, Red Sharkey încearcă să reaprindă tenacitatea deductivă a lui Fletcher Moon dându-i un caz fals.

## Traduceri în limba română
- Cîinele din Baskerville : O altă aventură a lui Sherlock Holmes (Ed. Tineretului, București, 1957), 215 p. - traducere de C. Popa
- Cîinele din Baskerville : O altă aventură a lui Sherlock Holmes (Ed. Mondero, București, 1990), 223 p.
- Câinele din Baskerville (Ed. Aldo Press, București, 2003) - traducere de Ileana Ionescu
- Câinele din Baskerville : o nouă aventură a lui Sherlock Holmes (Ed. Corint Junior, București, 2004) - traducere de Diana Maria Laibăr
- Câinele din Baskerville (Ed. Crime Scene Publishing, București, 2008) - traducere de Iuliana Surugiu-Beșleagă
- Câinele din Baskerville - în volumul "Aventurile lui Sherlock Holmes. Vol III" (Colecția Adevărul, București, 2010) - traducere de Ileana Ionescu
- Câinele din Baskerville - în volumul "Aventurile lui Sherlock Holmes. Vol III" (Colecția Adevărul, București, 2011) - traducere de Ileana Ionescu
- Câinele din Baskerville (Ed. Gramar, București, 2011), 200 p. - traducere de Gabriel Mălăescu

## Ilustrații din prima ediție a romanului (realizate deSidney Paget)

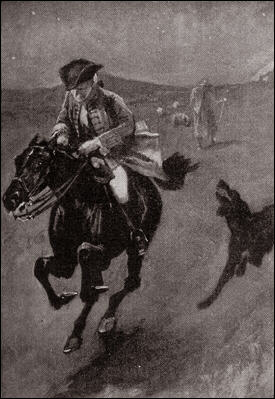
Sir Hugo, aflat în urmărirea fiicei fermierului
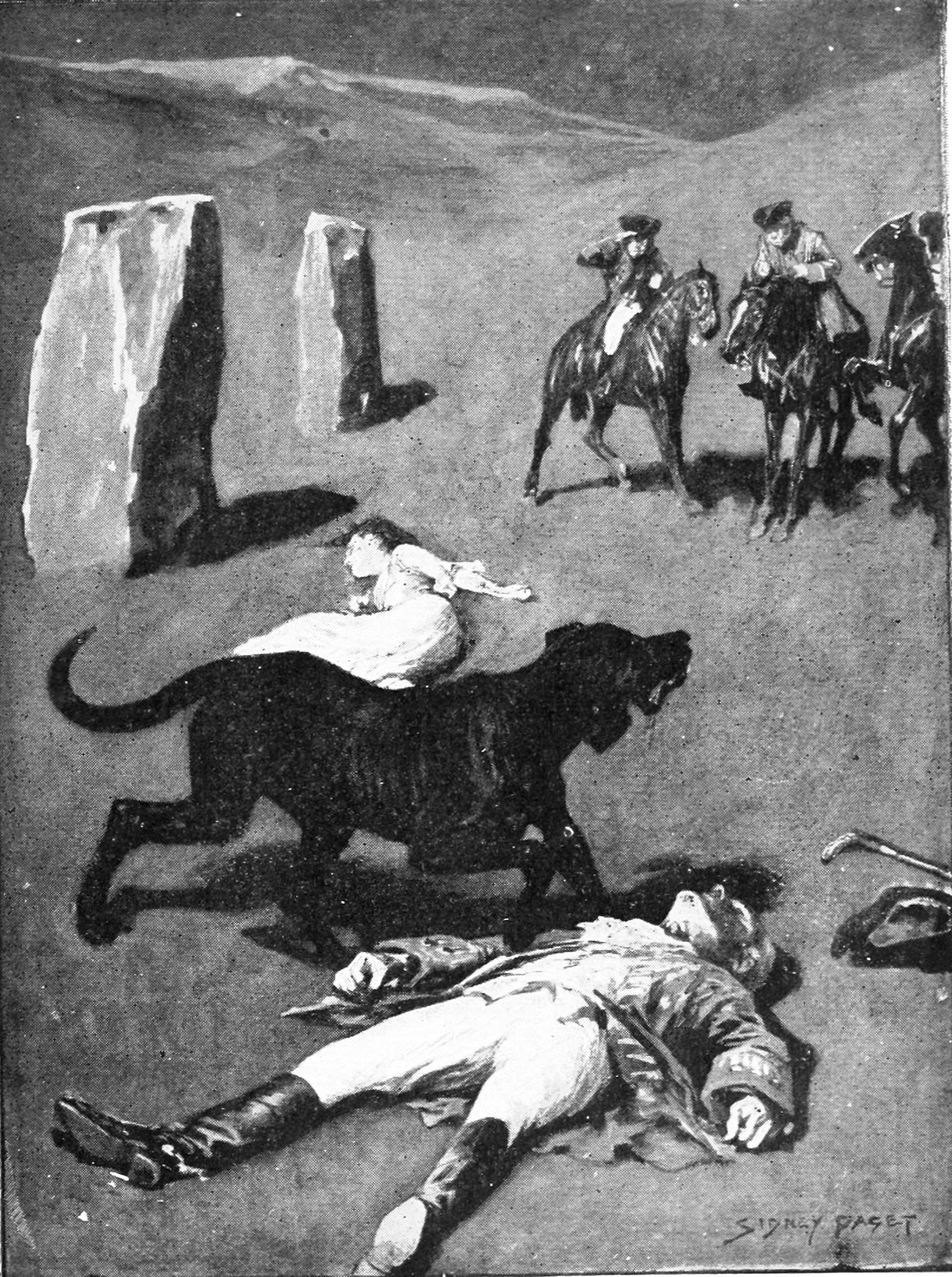
Cei trei prieteni îl văd pe Sir Hugo ucis de un câine demonic
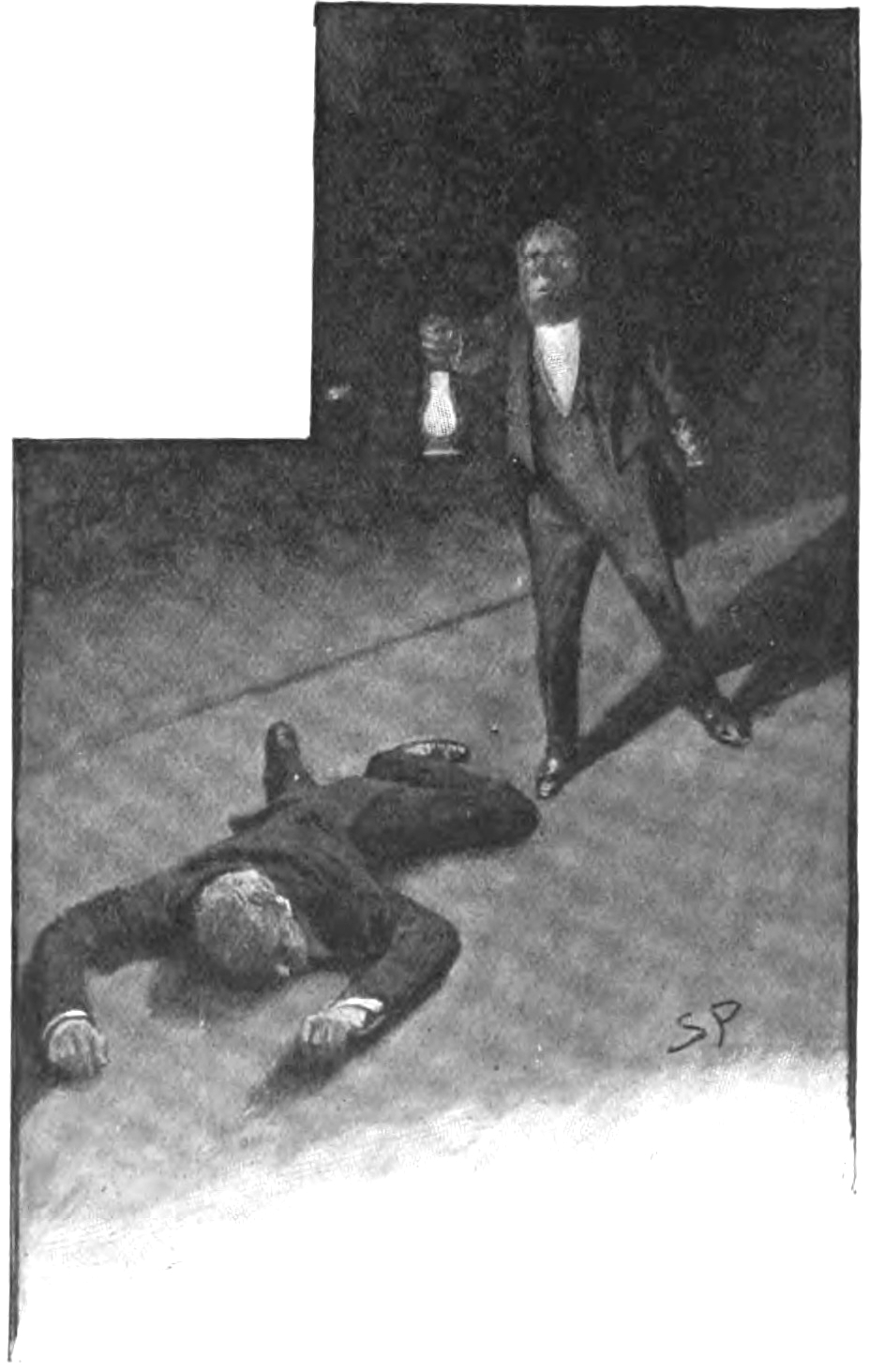
Sir Charles, găsit mort de către Barrymore
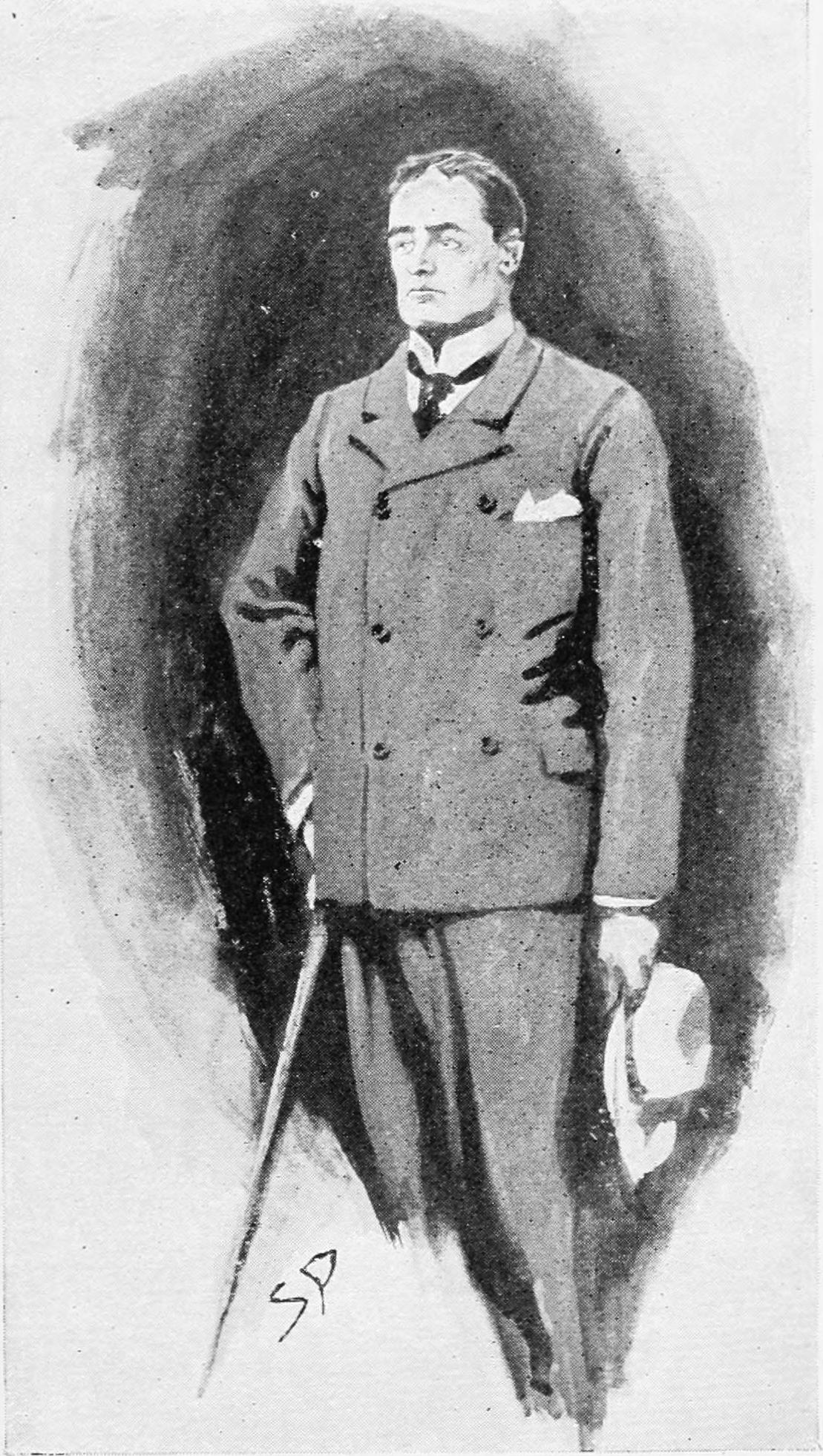
Sir Henry Baskerville
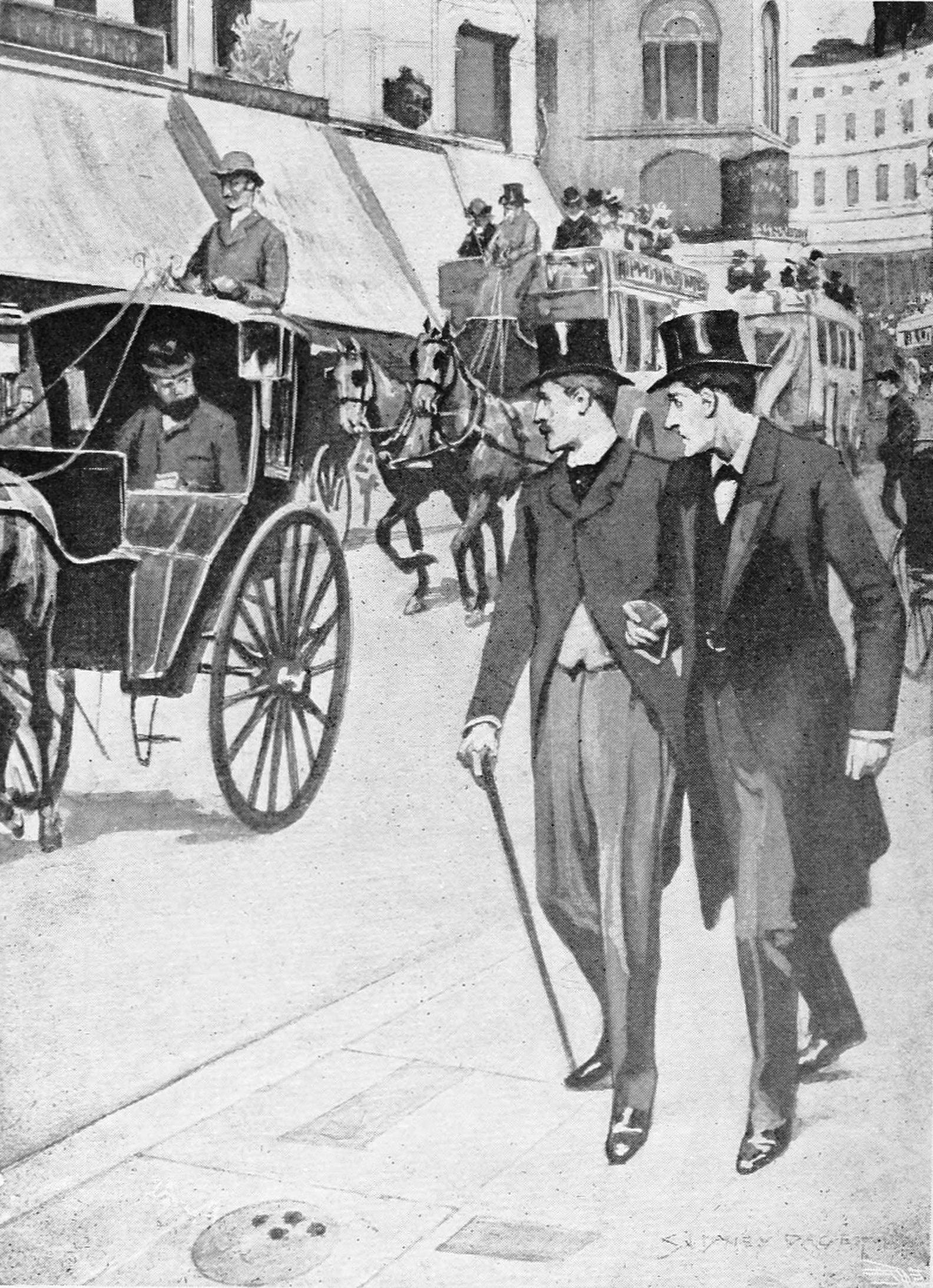
Holmes și Watson observă că Sir Henry este urmărit
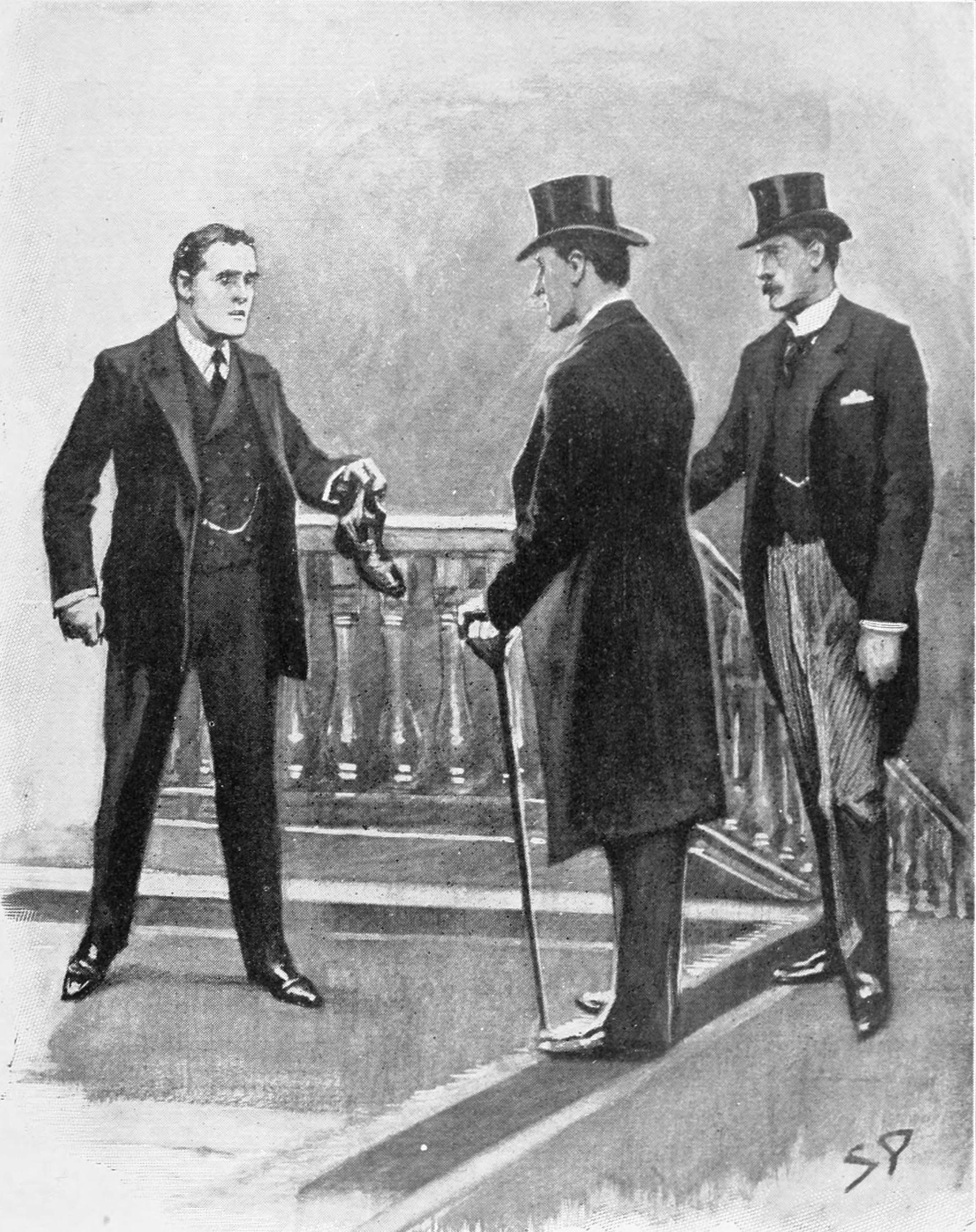
Sir Henry arătându-le lui Holmes și Watson gheata rămasă
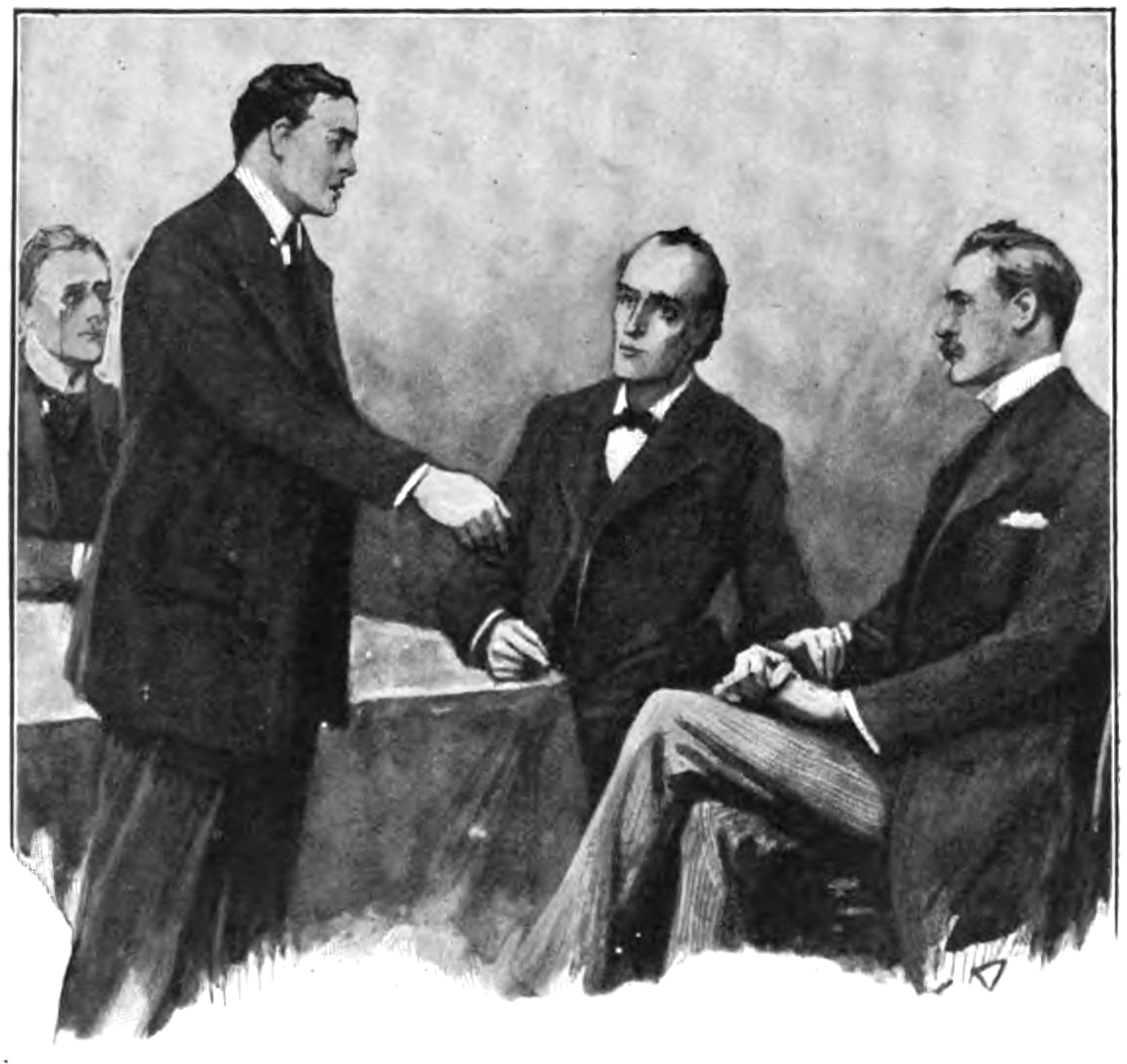
Dr. Mortimer, Sir Henry, Holmes și Watson
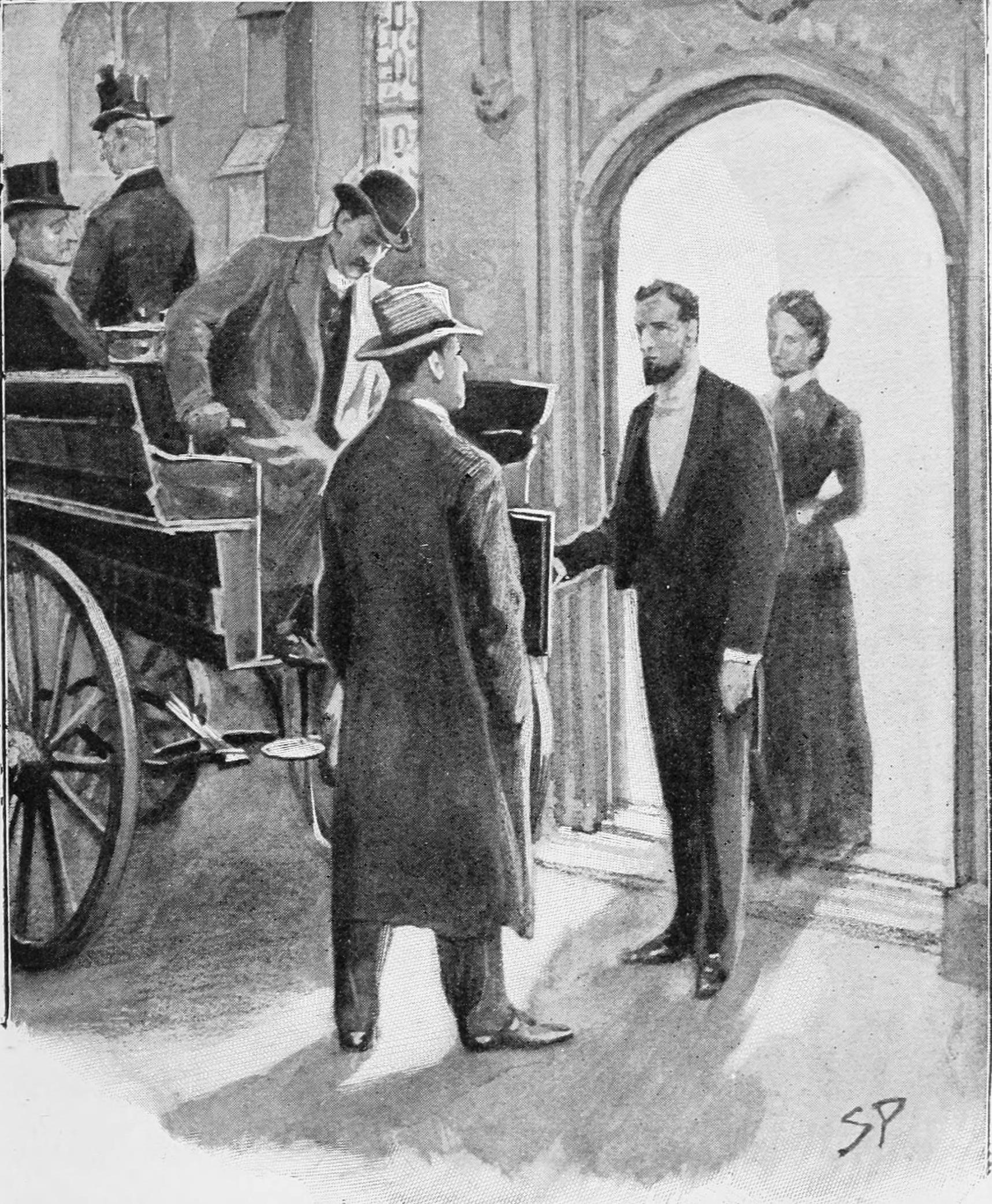
Sir Henry este întâmpinat la castelul Baskerville de soții Barrymore
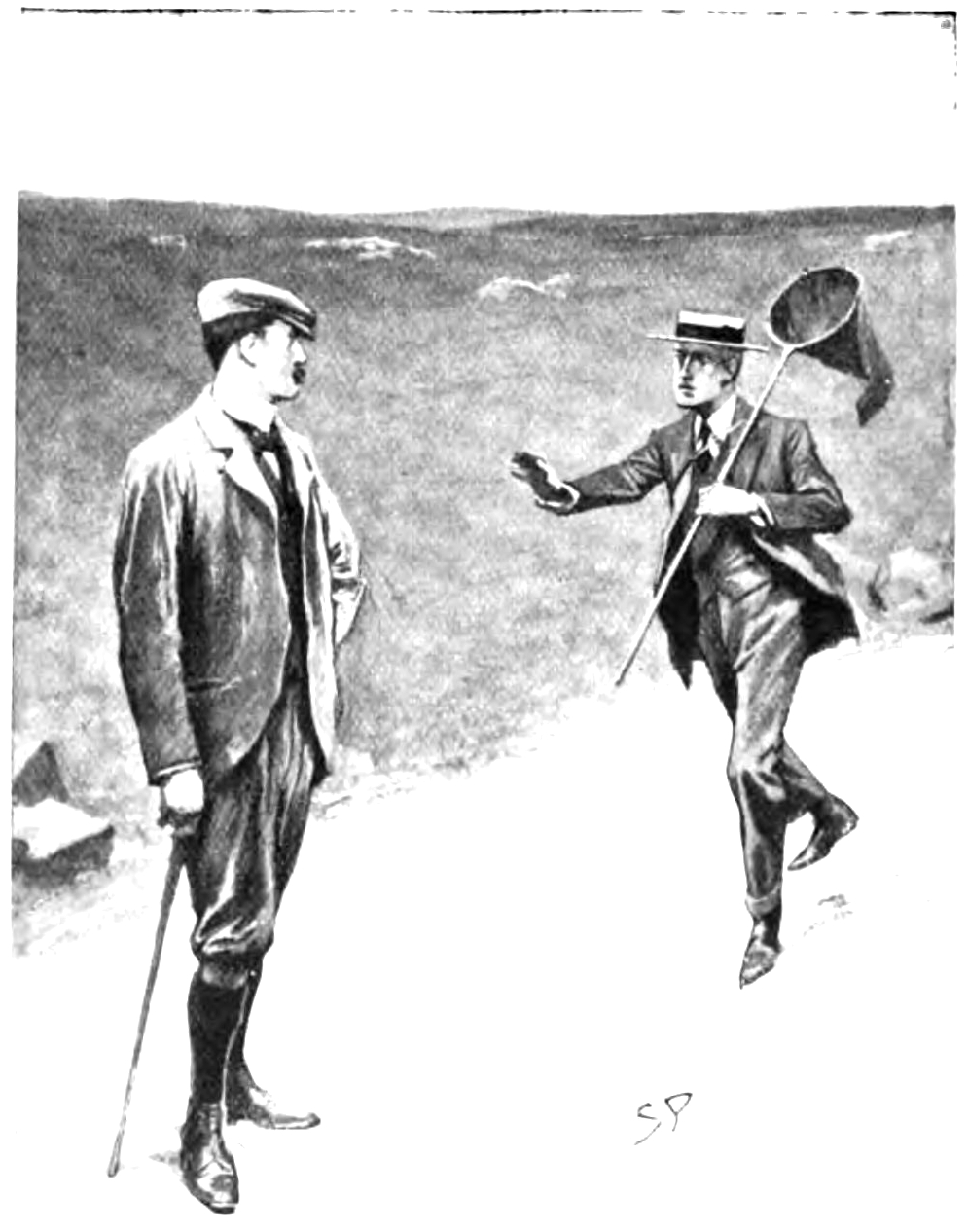
Stapleton aleargă după Watson
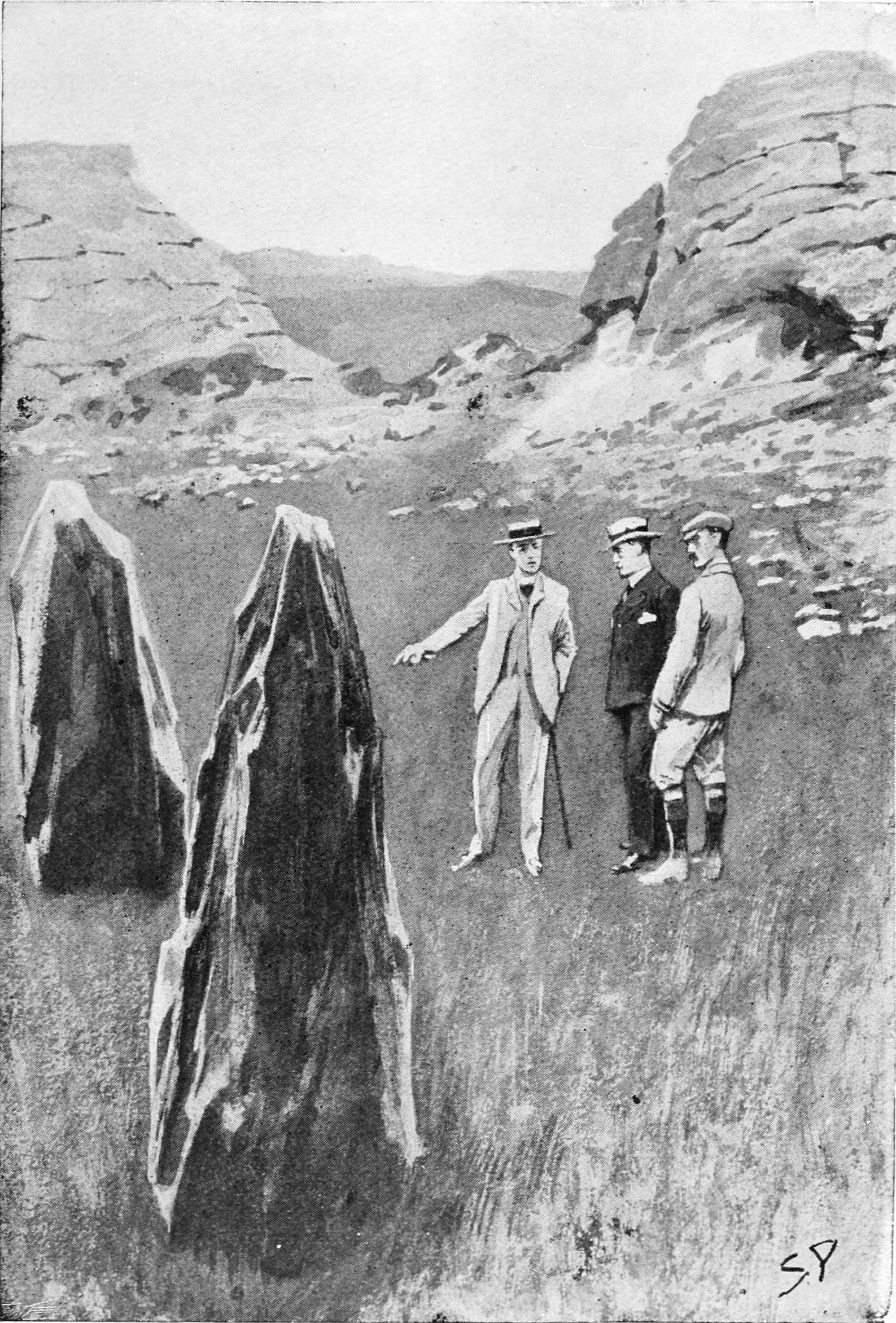
Stapleton arată locul unde s-a petrecut uciderea lui Sir Hugo
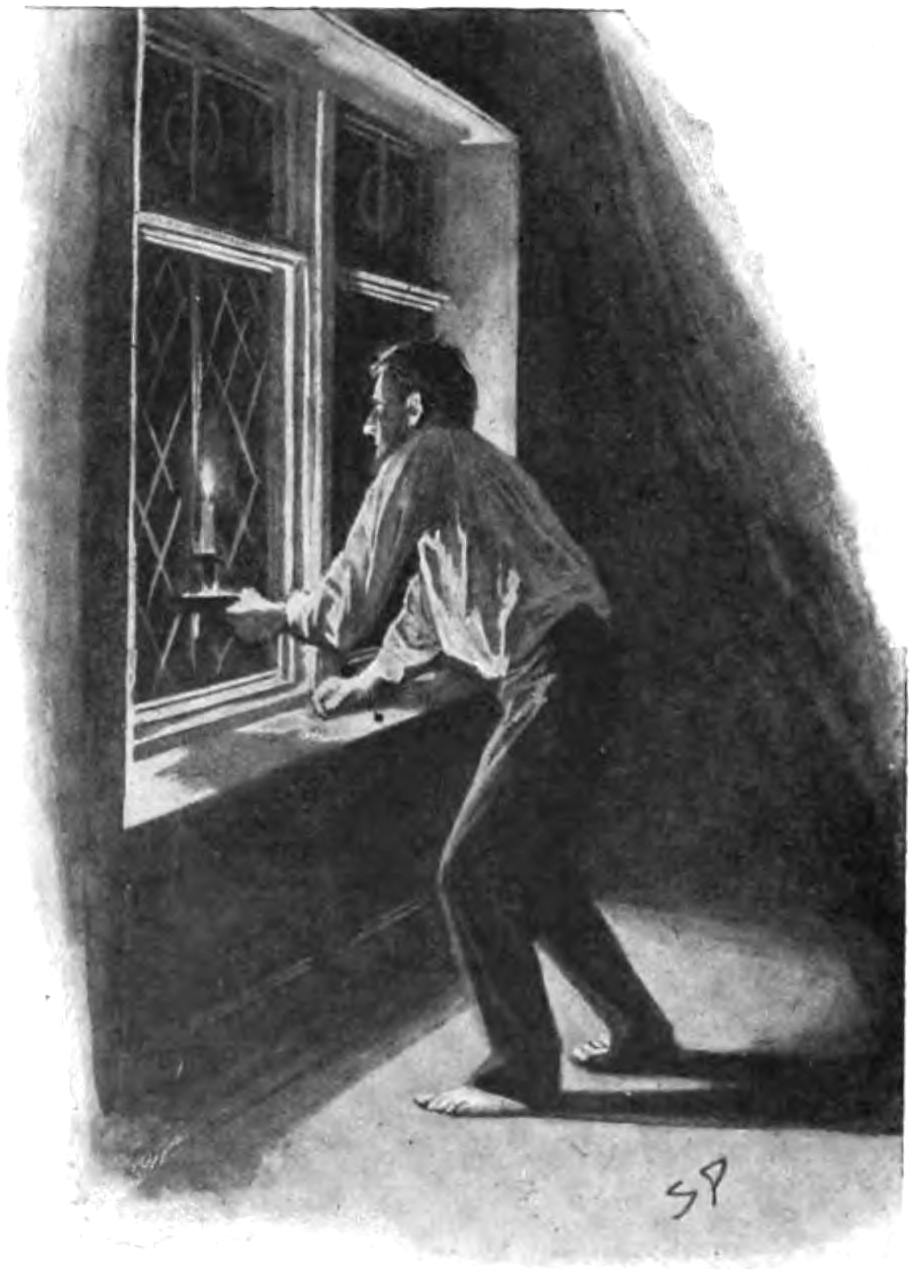
Barrymore făcând semnale la fereastră cu lumânarea
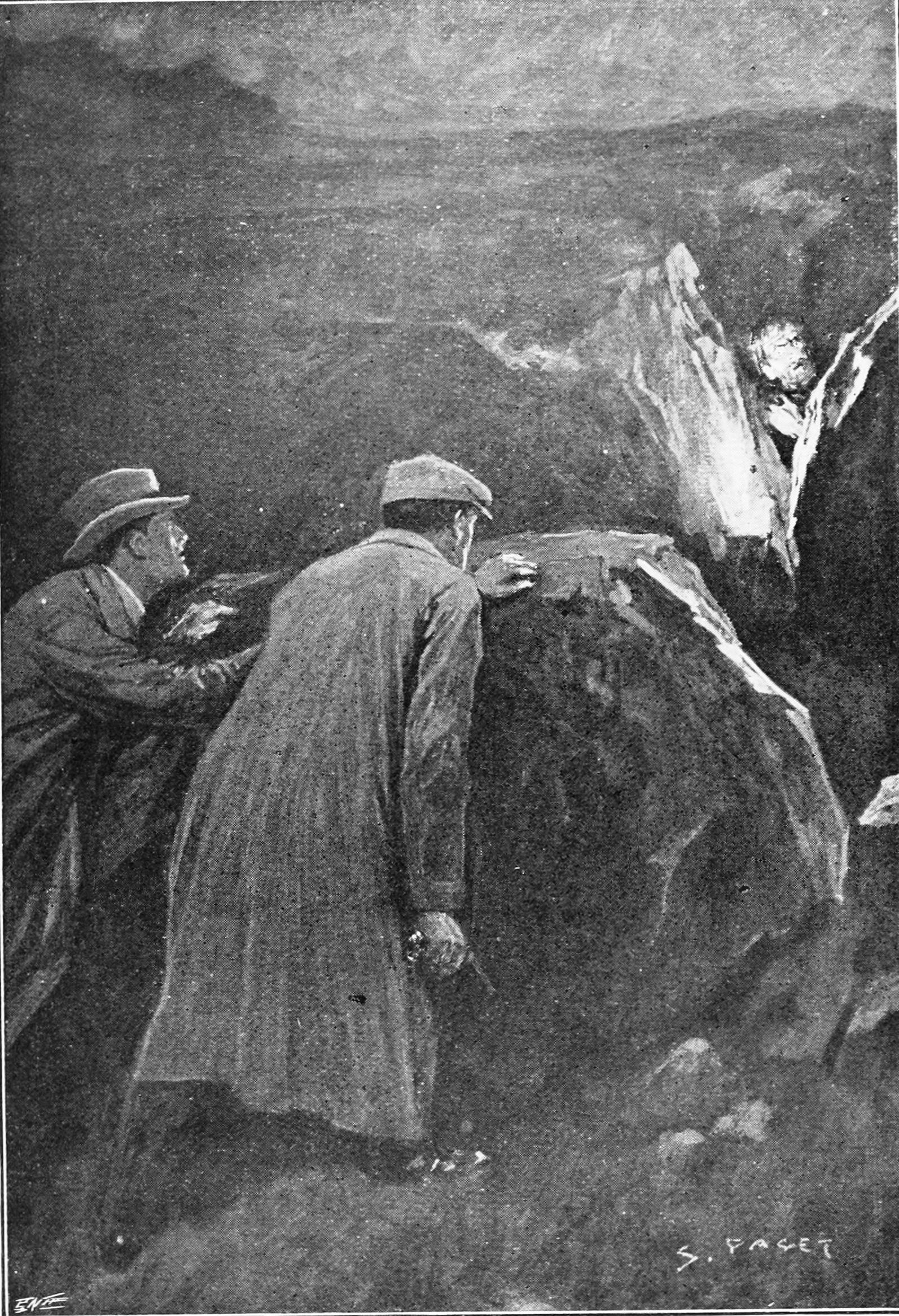
Watson și Sir Henry în urmărirea lui Selden
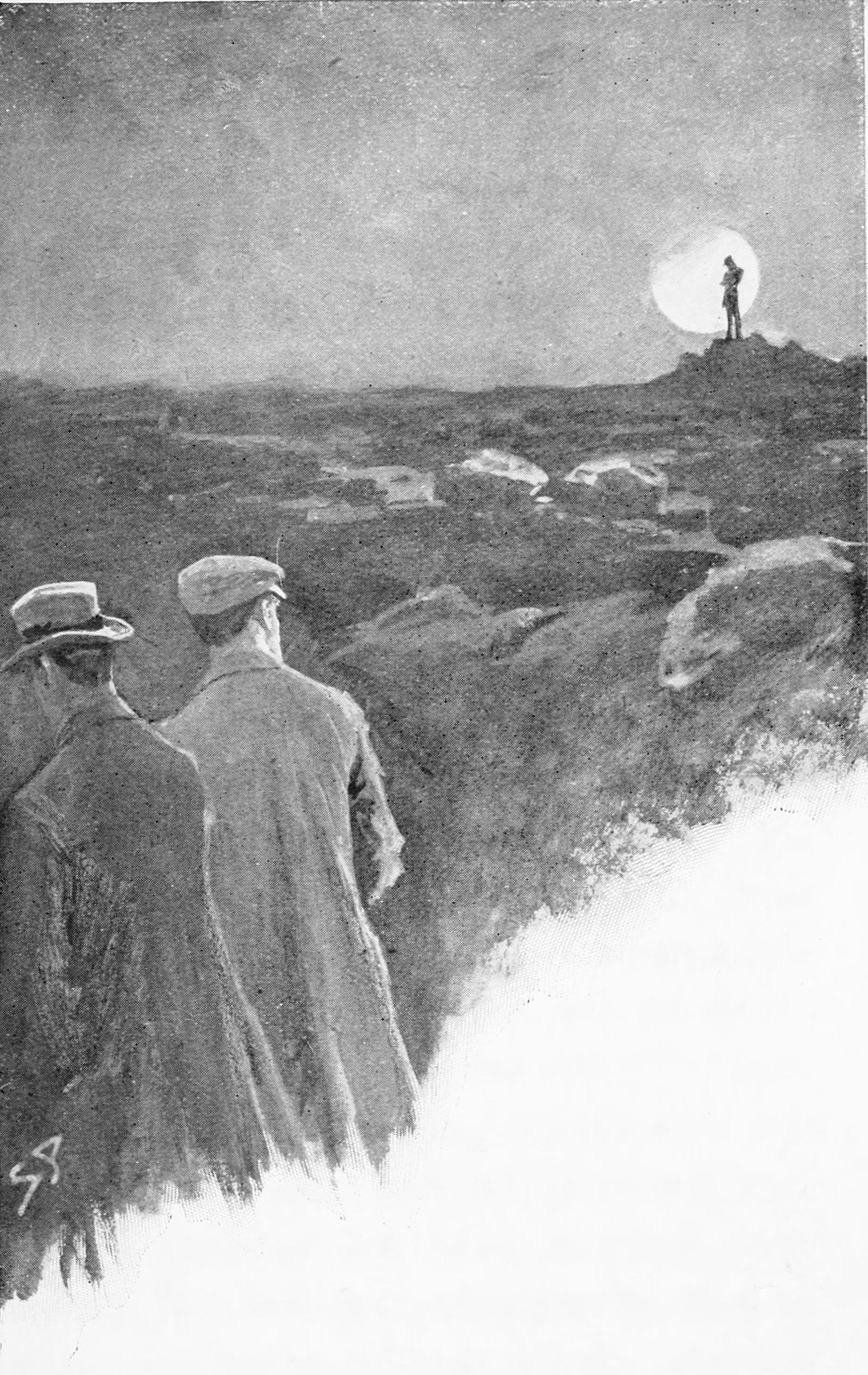
Watson îl vede pe omul de pe Piscul Negru
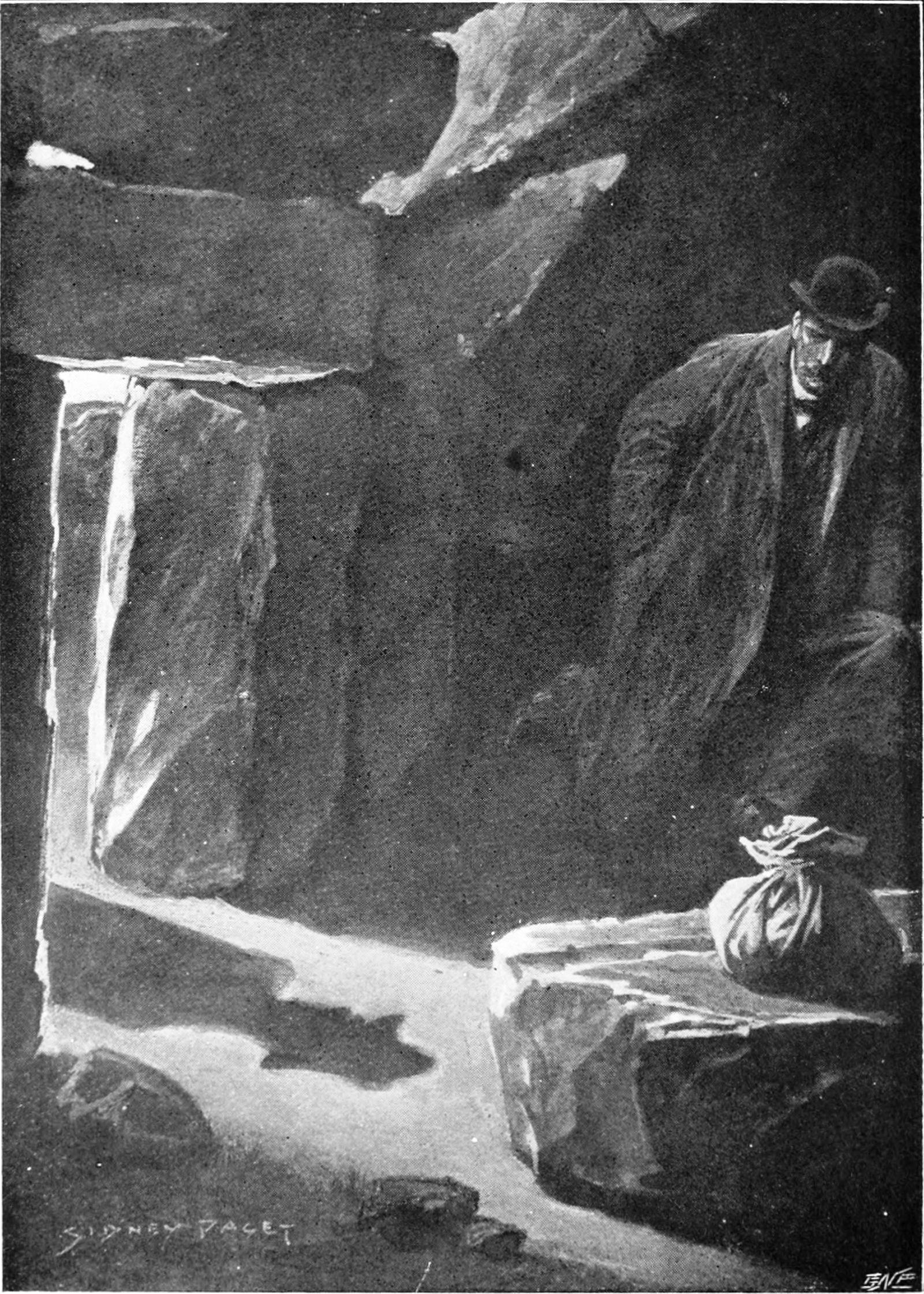
Watson intră în coliba preistorică unde locuia Holmes
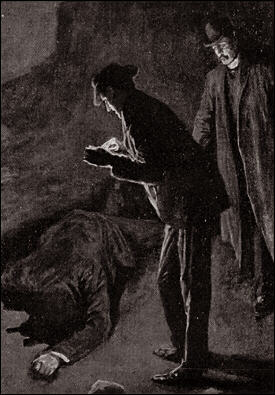
Holmes și Watson îl găsesc pe Selden mort
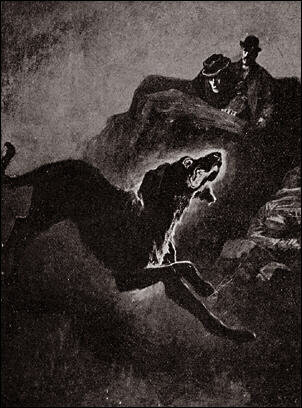
Câinele pornit în urmărirea lui Sir Henry
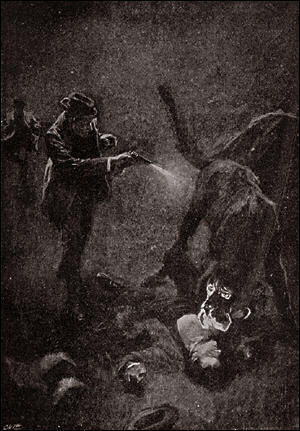
Holmes ucide câinele care-l atacase pe Sir Henry
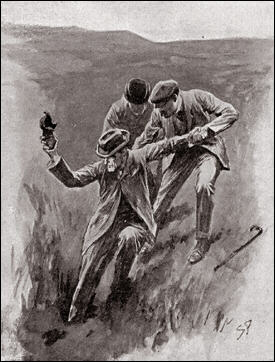
Holmes recuperează din mlaștină gheata veche a lui Sir Henry